# Giprus vastitatus
Giprus vastitatus är en insektsart som beskrevs av Sawbridge 1975. Giprus vastitatus ingår i släktet Giprus och familjen dvärgstritar. Inga underarter finns listade i Catalogue of Life.